# La Nuit des requins
Pour plus de détails, voir Fiche technique et Distribution.
La Nuit des requins (La notte degli squali) est un film d'aventures italien réalisé par Tonino Ricci et sorti en 1988.

## Synopsis
James Ziegler a passé cinq ans de sa vie à planifier le crime parfait : mettre sur écoute les appareils de communication de Rosentski, un riche et influent homme d'affaires. Son rêve se réalise enfin lorsqu'il enregistre une conversation sensible entre Rosentski et le président des États-Unis, si sensible qu'il exige de Rosentski 2 millions de dollars en diamants pour un disque de l'enregistrement. Rosentski décide de payer Ziegler pour le disque mais envoie son homme de main pour le récupérer. L'homme de main tente de tuer Ziegler mais échoue et Ziegler réussit à s'échapper avec le disque et les diamants.
Ziegler va se cacher chez son frère David, un pêcheur qui vit comme un clochard sur une plage non loin de Cancún avec son ami Paco. Lors de ses sorties en mer, David rencontre régulièrement Cyclope, un requin mangeur d'hommes. James Ziegler atterrit en catastrophe dans un hydravion près de la cabane de David. L'avion explose, et James survit juste assez longtemps pour remettre le disque et les diamants à David.
Rosentski est mécontent que son homme de main ait sauté le pas. Il suppose à juste titre que James est parti se cacher chez son frère David et organise une rencontre avec l'ex-femme de David, Liz. Rosentski promet de rembourser les dettes commerciales considérables de Liz et de la récompenser si elle récupère le disque et les diamants. L'homme de main de Rosentski, cependant, veut les diamants pour lui-même et commandite un groupe d'assassins pour éliminer David. David déteste les armes à feu mais n'a aucune objection à se défendre en utilisant des armes blanches, des pièges, des cocktails molotov et son requin, Cyclope.

## Fiche technique
- Titre français : La Nuit des requins[1]
- Titre original : La notte degli squali[2]
- Réalisateur : Tonino Ricci (sous le nom d'« Anthony Richmond »)
- Scénario : Tito Carpi (it)
- Photographie : Giovanni Bergamini
- Montage : Gianfranco Amicucci
- Musique : Stelvio Cipriani
- Décors : Amedeo Mellone
- Effets spéciaux : Paolo Ricci
- Costumes : Antonietta Amato
- Maquillage : Marisa Marconi
- Production : Nino Segurini, Fulvio Lucisano, Anna-Maria Cerrato
- Sociétés de production :  Italian International Film, Rai Cinema
- Pays de production :  Italie
- Langue originale : italien
- Format : Couleur par Telecolor - 1,66:1 - Son stéréo - 35 mm
- Durée : 90 minutes
- Genre : Action, Aventures
- Dates de sortie :
  - Italie : 1er avril 1988
  - France : 1990[1]

## Distribution
- Treat Williams : David Ziegler
- Antonio Fargas : Paco
- Janet Agren : Liz Ziegler
- Carlo Mucari : James Ziegler
- Nina Soldano : Juanita
- Salvatore Borghese : Garcia
- John Steiner (VF : Patrice Melennec) : Rosentski
- Christopher Connelly : Père Mattia
- Stelio Candelli : ?
- Egidio Termine : ?
- Ivano Silvari : ?